# 土山湾印书馆
上海土山湾印书馆又稱徐家汇土山湾印书馆，是位於中华人民共和国上海徐家汇的一個天主教出版机构。它原本是1867年土山湾孤儿院內開設的印刷间。該出版机构除了出版宗教读物外还出版过一些西学著作。1958年，該出版機構因公私合營被并入上海中华印刷厂。